# Granat DT 11
DT 11 – niemiecki granat zaczepny, wersja izraelskiego granatu No 14.
Granat ma postać walca wykonanego z impregnowanej tektury wypełnionego trotylem. Dno i pokrywa walca z cienkiej blachy stalowej. Początkowo produkowana wersja DT 11 miała tuleję w którą wkręcano zapalnik wykonaną ze stali. Ponieważ okazało się, że odłamki rozerwanej tulei zagrażają rzucającemu w zmodernizowanej wersji DT 11 B1 tuleję stalową zastąpiono wykonaną z tworzywa sztucznego.